# John Lewis Hoeberechts
John Lewis Hoeberechts was een klavecinist en componist, vermoedelijk afkomstig uit de Zuidelijke Nederlanden, die leefde rond 1800. De bronnen schatten in dat hij leefde van omstreeks 1760 tot omstreeks 1820.
Er is weinig over hem bekend, maar wel dat hij in 1786 in Londen was. Hij heeft een aantal werken op zijn naam staan, ook in de verbastering L. Hoberechts:
- Drie sonates voor clavecimbel, viool en cello
- opus 2: Drie sonates voor clavecimbel solo (uitgegeven in Londen bij Bland, 1788)
- opus 3: idem (uitgegeven Londen bij Clementi)
- opus 4: idem
- opus 5: idem
- opus 7: Sonate op de Schots air
- opus 9: Drie sonates voor piano en viool
- opus 10: idem
- opus 11: idem
- opus 12: idem
- opus 15: Drie sonates voor piano
- opus 17: Les plaisirs de la campagne, divertimento voor piano of harp met fluitbegeleiding.
- opus 18: Drie sonates voor piano met begeleiding door fluit of viool ad libitum

- International Standard Name Identifier: 0000 0000 4980 7527
- Library of Congress Control Number: nr2005012511
- Nederlandse Thesaurus van Auteursnamen: 271490543
- Virtual International Authority File: 63962603